# Pajarón
Pajarón – gmina w Hiszpanii, w prowincji Cuenca, w Kastylii-La Mancha, o powierzchni 52,61 km². W 2011 roku gmina liczyła 95 mieszkańców.